# Otto Siegfried Harnisch
Otto Siegfried Harnisch, né vers 1568 (Reckershausen,  et mort au mois d'août 1623 à Göttingen, est un kantor et un compositeur allemand.

## Biographie
Il est allé à l'Université de Helmstedt, pour devenir plus tard chantre à Göttingen. Il a publié quelques écrits quelques théories de musiques, en plus de quelques compositions, et de beaucoup de chants polyphoniques. La date précise de sa mort n'est pas connue, néanmoins l'enterrement a été tenu le 18 août 1623.